# Acidocétose alcoolique
 Mise en garde médicale
L'acidocétose alcoolique désigne un ensemble spécifique de symptômes et de troubles métaboliques liés à la consommation d'alcool. Les symptômes courants incluent des douleurs abdominales, des vomissements, de l'agitation, une respiration rapide et une haleine à l'odeur caractéristique de « fruits ». L'état de conscience reste généralement intact. Parmi les complications possibles, on note un risque de mort subite.
L'acidocétose alcoolique survient principalement chez les alcooliques chroniques et, plus rarement, chez les personnes consommant excessivement de l'alcool. La maladie se manifeste généralement après une réduction de l'apport alimentaire pendant plusieurs jours. Le diagnostic repose principalement sur l'observation des symptômes. Les niveaux de glycémie sont souvent normaux ou légèrement élevés. D'autres affections pouvant présenter des symptômes similaires incluent les autres causes d’acidose métabolique à trou anionique élevé, notamment l’acidocétose diabétique.
Le traitement consiste généralement en une injection intraveineuse de solution saline normale et d'une solution intraveineuse de sucre. La thiamine et des mesures pour prévenir le sevrage alcoolique sont également recommandées. Un traitement contre un faible taux de potassium dans le sang peut être nécessaire. Les personnes touchées sont le plus souvent âgées de 20 à 60 ans. La maladie a été initialement reconnue en 1940 et nommée en 1971.